# Seprődi Anna
Seprődi Anna (Kolozsvár, 1902. január 25. – Budapest, 1988. január 25.) erdélyi magyar ifjúsági színműíró. Seprődi János lánya, Kiss Árpád felesége, Seprődi Kiss Attila édesanyja.

## Életútja
Középiskolai tanulmányait Kolozsváron végezte, ugyanitt szerzett előbb magyar–történelem szakos, majd zenetanári oklevelet. Nagyenyeden, Székelyudvarhelyen, majd Sepsiszentgyörgyön volt tanár.
Az ifjúságnak írt színdarabjai, mesejátékai, népmese-feldolgozásai két kötetben jelentek meg az Ifjú Erdély kiadásában: A síró-nevető királykisasszony (Sepsiszentgyörgy, 1946) és Andris meseországban (Sepsiszentgyörgy, 1946) címmel. Viszik a menyasszonyt c., Seprődi János eredeti gyűjtése alapján készült Székely lakodalmas c. játékát a sepsiszentgyörgyi Dózsa György Textilgyár műkedvelőinek felkérésére írta és 1957-ben ez a színjátszó csoport, majd Viszik a menyasszonyt címmel a marosvásárhelyi Állami Székely Népi Együttes mutatta be, Hajdu Zoltán rendezésében, Hubesz Valter zenéjével, Haáz Sándor és Éghy Ghyssa koreográfiai közreműködésével. Varázsgyűrű c. mesejátékát a sepsiszentgyörgyi Állami Magyar Színház vitte színre 1970-ben. 
Más népi ihletésű művei: Kitrákotty mese – Elfutott a kemence (Sepsiszentgyörgy é. n.); Egyszer egy királyfi (Napsugár, 1966/2); Görög Ilona (Művelődés, 1969/1); A táncoló királykisasszonyok (Napsugár, 1971/ 10); Zivatar (in: Kisszínpadi művek. Sepsiszentgyörgy, 1980). Publicisztikát közölt a Művelődésben, és három éven át írta a Pionír Nyelves Kati c. rovatát.
Hagyatékában megmaradt Asszonysorsok c. emlékirata.